# Ser mais
Paulo Freire acreditava que o ser mais era a vocação de todo ser humano. Todavia, os homens e mulheres se encontram em situações de opressão que os fazem ser menos, ou que os impede de ser. O verbo ser, aqui, não vem acompanhado de um predicativo; isto é, não se trata de ser mais livre, ser mais realizado, mas apenas ser mais. 
A pedagogia de Freire é humanista. Como tal, ela acredita que todo valor emana dos seres humanos, que eles devem aperfeiçoar a si mesmos, humanizarem-se a si e ao mundo. Todavia, não é isso que se encontra na história:
A desumanização, que não se verifica apenas nos que têm sua humanidade roubada, mas também, ainda que de forma diferente, nos que a roubam, é distorção da vocação do ser mais. É distorção possível na história, mas não vocação histórica.— Pedagogia do Oprimido
Isso significa que a desumanização é meramente viável. Isto é, não é fisicamente impossível desumanizar alguém, assim como não é matar, roubar, etc. A história está cheia de atos de desumanização, porém, isso não significa que os homens tenham por vocação a "malvadeza", como diz Freire.